# Cascade County
Cascade County is een county in de Amerikaanse staat Montana.
De county heeft een landoppervlakte van 6.988 km² en telt 80.357 inwoners (volkstelling 2000). De hoofdplaats is Great Falls.

## Bevolkingsontwikkeling

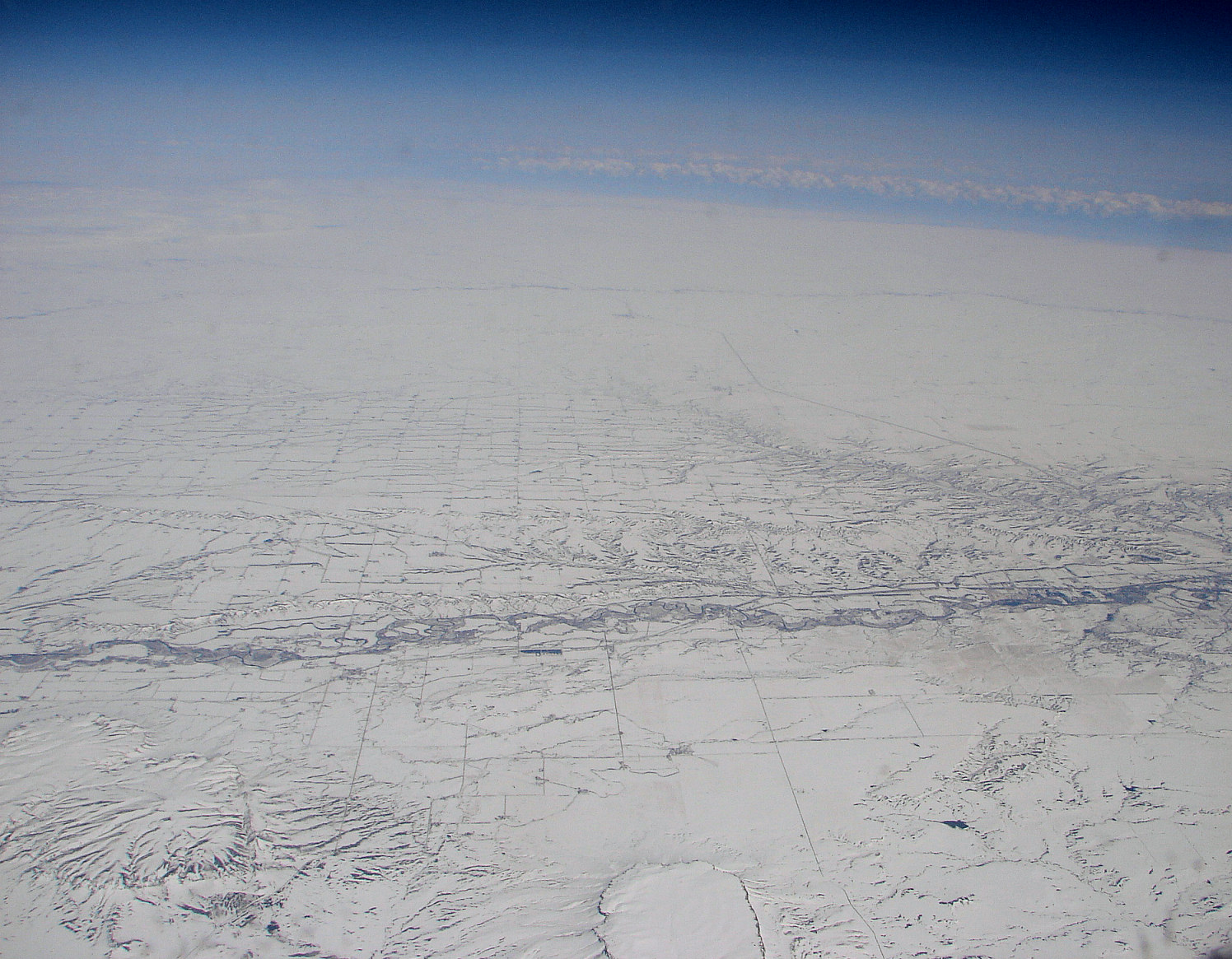
Luchtfoto van de Sun rivier en Cascade County